# Столкновение над Лас-Вегасом
Столкновение над Лас-Вегасом — авиационная катастрофа, произошедшая утром в понедельник 21 апреля 1958 года в небе в районе Лас-Вегаса. Пассажирский самолёт Douglas DC-7 авиакомпании United Air Lines следовал из Лос-Анджелеса в Денвер, когда спустя час с момента вылета, пролетая близ Лас-Вегаса, он посреди ясного неба лоб в лоб столкнулся с истребителем F-100F Super Sabre американских ВВС. В результате столкновения оба самолёта потеряли управление и рухнули на землю, при этом погибли 49 человек.

## Самолёты

### Douglas DC-7
Douglas DC-7 с регистрационным номером N6328C (заводской — 45142, серийный — 745) был выпущен в 1956 году. Авиалайнер передали заказчику — американской авиакомпании United Air Lines (UAL), в которую он, по имеющимся данным, поступил 12 декабря и где получил также имя Mainliner San Francisco.
В тот день он выполнял регулярный пассажирский рейс UA-736 (UAL 736) по маршруту Лос-Анджелес — Денвер — Канзас-Сити — Вашингтон — Нью-Йорк. Согласно плану, полёт на первом этапе должен был проходить на эшелоне 21 000 футов (6400 м) сперва по воздушному коридору «Виктор 16» до Онтэрио, а далее по коридору «Виктор 8» до Денвера. Погодные условия на маршруте ожидались хорошими.
Пилотировал его экипаж, имеющий следующий состав:
- Командир воздушного судна — 44-летний Дуэн М. Уорд (англ. Duane M. Ward). В авиакомпании UAL с 20 февраля 1940 года;
- Второй пилот — 36-летний Эрлин Эдвард Соммерс (англ. Arlin Edward Sommers). В авиакомпании UAL с 13 февраля 1951 года;
- Бортинженер — 43-летний Чарльз Э. Вудс (англ. Charles E. Woods). В авиакомпании UAL с 8 сентября 1942 года;
- Стюардесса — 27-летняя Ивонна Мари Петерсон (англ. Yvonne Marie Peterson). В авиакомпании UAL с 11 августа 1954 года;
- Стюардесса — 22-летняя Полин Мэри Мюррей (англ. Pauline Mary Murray). В авиакомпании UAL с 14 ноября 1957 года.

Экипаж получил разрешение от диспетчера на визуальный полёт до Денвера согласно плану, после чего в 07:30 рейс 736 с 42 пассажирами и 5 членами экипажа на борту взлетел с полосы 25 аэропорта аэропорта Лос-Анджелес. В 07:35 с самолёта доложили о прохождении Онтэрио на высоте 12 000 футов (3700 м).

### North American F-100F
Около 07:45 с полосы 4 авиабазы Неллис, что неподалёку от Лас-Вегаса, взлетел двухместный истребитель F-100F Super Sabre с бортовым номером 56-3755 (позывные — 755), который выполнял учебный полёт по отработке пилотирования по приборам. В его кабине находились два лётчика:
- Проверяющий и лётчик-инструктор — 29-летний капитан Томас Н. Кориелл (англ. Thomas N. Coryell). Сидел впереди;
- Стажёр — 24-летний первый лейтенант Джеральд Д. Моран (англ. Gerald D. Moran). Сидел позади.

## Катастрофа
В 08:11 с рейса 736 доложили о прохождении Даггетта на крейсерской высоте 21 000 футов (6400 м) и о расчёте пройти радиомаяк Лас-Вегас в 08:31. Авиалайнер в это время в соответствии с планом следовал на эшелоне 21 000 футов (6400 м) по коридору «Виктор 8».
Через двенадцать минут, в 08:23, экипаж истребителя связался с диспетчером в Неллисе и доложил: вхожу в KRAM. Далее лётчики запросили назначить им высоту для выполнения полёта по приборам с использованием сигнала от станции KRAM, на что диспетчер назвал 28 000 футов (8500 м), потребовав также доложить о достижении. В 08:27 с истребителя доложили о прохождении KRAM, после чего запросили разрешение начать выполнять задание. Диспетчер разрешил выполнять снижение для отработки задания, на что с борта 755 было доложено о начале снижения с 28 000 футов.
Через пару минут, в 08:30 диспетчеры в радиоцентрах Лос-Анджелеса, Денвера и Солт-Лейк-Сити услышали аварийное сообщение: Юнайтед 736, мэйдэй. Столкновение в воздухе над Лас-Вегасом (англ. United 736, Mayday,  midair collision,  over Las Vegas). В это же время диспетчер на авиабазе Неллис, а также лётчики ещё двух самолётов услышали другое аварийное сообщение, в котором чётко была слышна лишь первая часть: Мэйдэй, мэйдэй, это 755 (англ. Mayday, Mayday, this is 755). Вторую часть было трудно разобрать и это могло быть «У нас пожар» (англ. We've had a flameout), либо «Мы спасаемся» (англ. We're bailing out).
Как было определено из исследования обломков и показаний очевидцев, рейс 736 следовал на заданном эшелоне 21 000 футов (6400 м) и на удалении ¾—1 миля правее коридора «Виктор 8», когда посреди ясного неба при видимости более 35 миль, примерно в 9 милях юго-западнее радиомаяка Лас-Вегаса, произошло столкновение. Вероятно, лётчики истребителя в последний момент увидели авиалайнер и попытались уклониться от столкновения поворотом влево, но из-за малого расстояния это им не удалось. «Супер Сэйбр» промчался перед самым носом «Дугласа» слева направо, после чего произошло столкновение правыми плоскостями. Потеряв управление, оба самолёта рухнули на землю, при этом все находящиеся в них 49 человек погибли.

## Расследование
Согласно показаниям очевидцев, перед столкновением самолёты следовали встречно-пересекающимися курсами: DC-7 — на северо-восток: F-100 — на юг, либо юго-восток. Основная часть обломков «Дугласа» была обнаружена на удалении 2,6 мили (4,2 км) на северо-восток от предполагаемого места столкновения. Первый удар о землю произошёл почти без крена, но с высокой вертикальной скоростью, а обломки были преимущественно вдоль направления на 160°. Перед падением на землю самолёт разрушился в воздухе на несколько частей, на что указывали и очевидцы, но как показала экспертиза, это произошло из-за колоссальных аэродинамических перегрузок, появившихся при снижении с высокой скоростью после столкновения. Никаких признаков, что конструкция лайнера начала разрушаться ещё до столкновения, следователи не обнаружили. На удалении 5,4 мили (8,7 км) к юго-юго-западу от места падения авиалайнера были обнаружены обломки истребителя, который, вероятно, так же, как и пассажирский самолёт, рухнул примерно в горизонтальном положении и с высокой вертикальной скоростью, в результате чего полностью разрушился и сгорел. Не было найдено никаких признаков того, чтобы военный самолёт начал разрушаться до столкновения.
Обнаруженные обломки самолётов доставили для исследования на авиабазу Неллис. Уже на стадии сбора обломков было обнаружено, что правые плоскости обоих самолётов, а также правый горизонтальный стабилизатор F-100 находились на удалении от остальных обломков и отделились ещё в воздухе. Экспертиза подтвердила догадку, что они отделились в момент столкновения. После восстановления конструкций было определено, что первый удар произошёл правыми плоскостями: секцией 574 крыла «Дугласа» (внешняя консоль, близ двигателя № 4) и точкой правой плоскости крыла «Сэйбра» на удалении 132 дюйма (3352,8000000 мм) от осевой линии самолёта. Оба крыла разрубили друг друга, причём у пассажирского самолёта линия разлома проходила под углом 34° по направлению от фюзеляжа, тогда как у военного наоборот — под 12° к фюзеляжу. Продолжая двигаться относительно друг друга, самолёты вновь столкнулись, но на сей раз истребитель врезался в правую плоскость крыла авиалайнера правым стабилизатором, в результате чего последний также отделился. Принимая, что более крупный DC-7 в этот момент следовал в горизонтальном полёте, было определено, что F-100 в момент столкновения находился в вертикальном крене, либо близко к этому, и со слегка опущенным (примерно на 12°) носом, то есть кто-то из его лётчиков попытался уклониться от столкновения, но не успел из-за дефицита времени.
Исходя из оценки, сделанной на основе характера разрушений крыльев, рейс 736 в момент столкновения следовал по курсу 23° на скорости 312 узлов, а 755-й — по курсу 145° на скорости 444 узла. Таким образом, столкновение самолётов произошло под углом 122° и с суммарной скоростью примерно 665 узлов, а сам процесс столкновения истребителя с авиалайнером сперва крылом, а затем хвостовым оперение занял около сотой доли секунды. Судя по курсу полёта, F-100 находился к востоку от объекта KRAM.

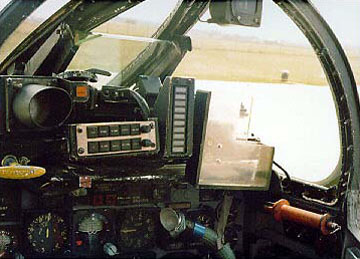
Внутри кабины North American F-100

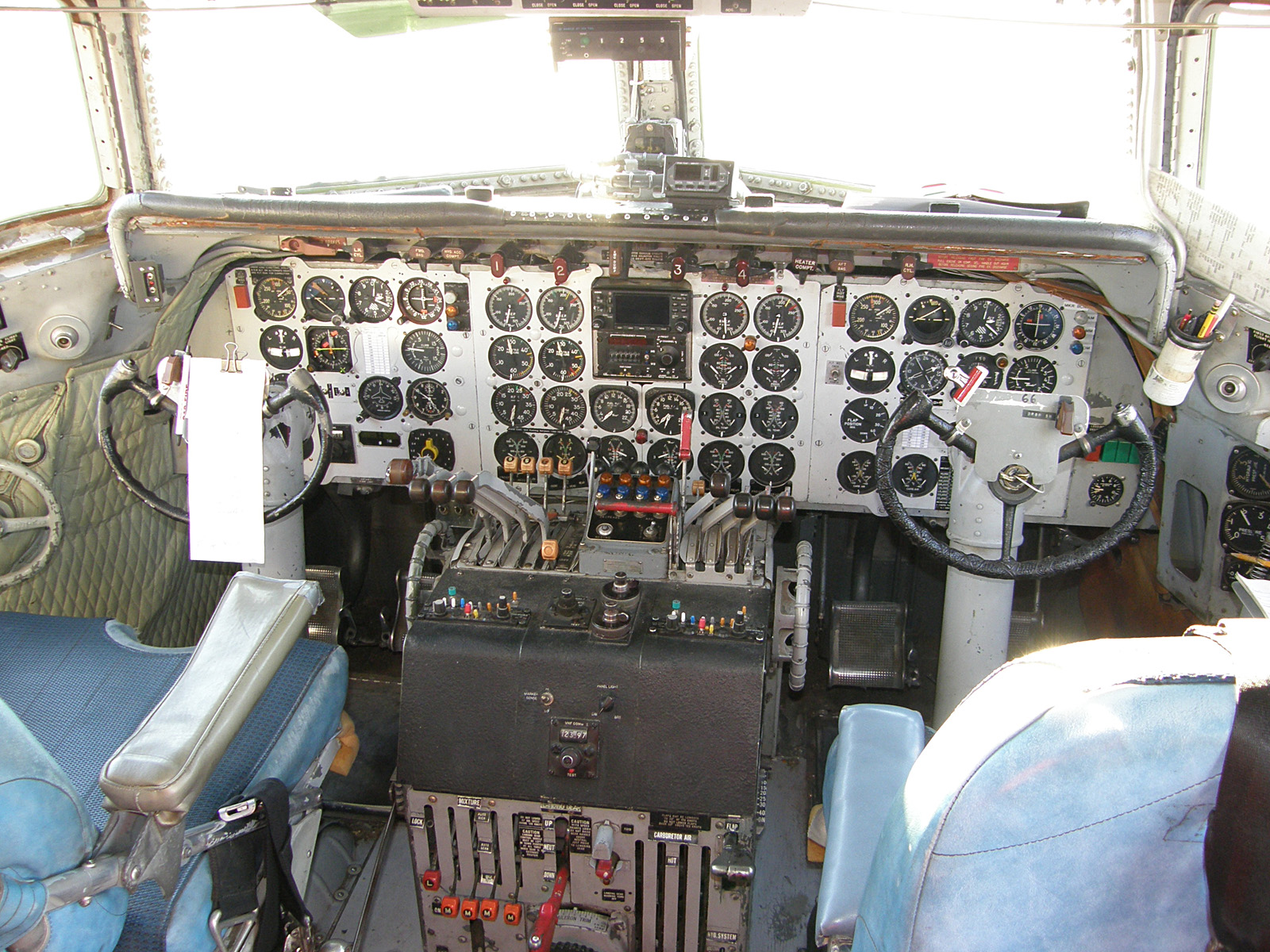
Внутри кабины Douglas DC-7

Согласно векторной диаграмме, лётчики «Сэйбра» должны были видеть приближающийся «Дуглас» под углом 24° справа относительно их курса полёта (примерно на «1 час») и на уровне глаз. Но здесь могла помешать конструкция фонаря кабины, на котором имелось металлическое кольцо, что могло закрыть авиалайнер при расстоянии более мили, либо значительно мешать его увидеть при расстоянии от полумили. Пилоты «Дугласа» в свою очередь могли видеть «Сэйбр» на 34° левее относительно их курса полёта (примерно на «11 часов») и на 5° выше горизонта. Командир самолёта мог увидеть истребитель периферийным зрением через боковое окно, но для этого ему надо было сместить голову на 2—3 дюйма (5—7 см) левее, так как иначе ему мешала стойка. Второй пилот мог видеть «Сэйбр» через лобовое окно со стороны командира, то есть ему надо было повернуть голову влево. Бортинженер со своего рабочего места встречный самолёт видеть не мог.

## Анализ данных
Оба самолёта выполняли визуальный полёт по утверждённым планам в воздушном пространстве открытом, как для военной, так и для гражданской авиации. Хотя небо было относительно ясным, а видимость практически неограниченной, столкновение произошло при неблагоприятном стечении обстоятельств, когда из-за конструкции кабин экипажи не успели заметить друг друга, что в сочетании с высокими скоростями полёта, и как следствие, высокой скорости сближения, не позволило избежать столкновения. Доля вины в катастрофе была и на Управлении гражданской аэронавтики, которое, несмотря на череду громких авиакатастроф с середины 1950-х годов (например, столкновение над Большим каньоном, в результате которой погибли 128 человек), и на появление новых, более быстрых самолётов, до сих пор не разработало правила по выполнению полётов, которые бы отвечали нынешним реалиям, когда пилотам было уже трудно выполнять визуальное расхождение. К тому же о том, что учебные полёты военной авиации с авиабазы Неллис выполняются в районе воздушного коридора «Виктор 8», по которому следовала гражданская авиация, было известно уже достаточно давно и даже имели место несколько инцидентов с опасным сближением, но никаких мер по предотвращению подобных случаев не предпринималось.

## Причины
19 августа 1958 года Совет по гражданской авиации выпустил отчёт по результатам расследования катастрофы близ Лас-Вегаса, согласно которому столкновение произошло из-за ряда факторов:
- Высокая степень закрытия встречных самолётов на большой высоте;
- Физиологические ограничения людей в кабинах, с учётом конструкции самих кабин;
- Отказ со стороны авиабазы Неллис и Управления гражданской аэронавтики от принятия мер по снижению известной им опасности столкновения военных и гражданских самолётов.

## Последствия
В обществе ещё была жива память об авиакатастрофе над Большим каньоном в 1956 году, когда два авиалайнера отклонились к северу от установленных трасс, чтобы пролететь над живописным каньоном, но столкнулись, не заметив друг друга в облаках, после чего упали на землю, при этом погибли 128 человек. А когда спустя два года в ясном небе близ Лас-Вегаса столкнулись пассажирский и военный самолёты, стало понятно, что Управление гражданской аэронавтики не предприняло всех необходимых мер по исключению подобного. Затем спустя ещё месяц, 20 мая 1958 года такая же трагедия произошла уже в штате Мэриленд, когда в небе при хорошей видимости столкнулись пассажирский Vickers Viscount и учебный Lockheed T-33 Shooting Star, при этом погибли 12 человек. Такая череда одинаковых катастроф вызвала значительный подрыв доверия к Управлению гражданской аэронавтики, поэтому в августе 1958 года президент США Дуайт Эйзенхауэр подписал приказ об упразднении этого Управления и создании Федерального агентства по авиации.

### Комментарии
1. ↑  Местная коммерческая радиостанция